# Премия «Дар»

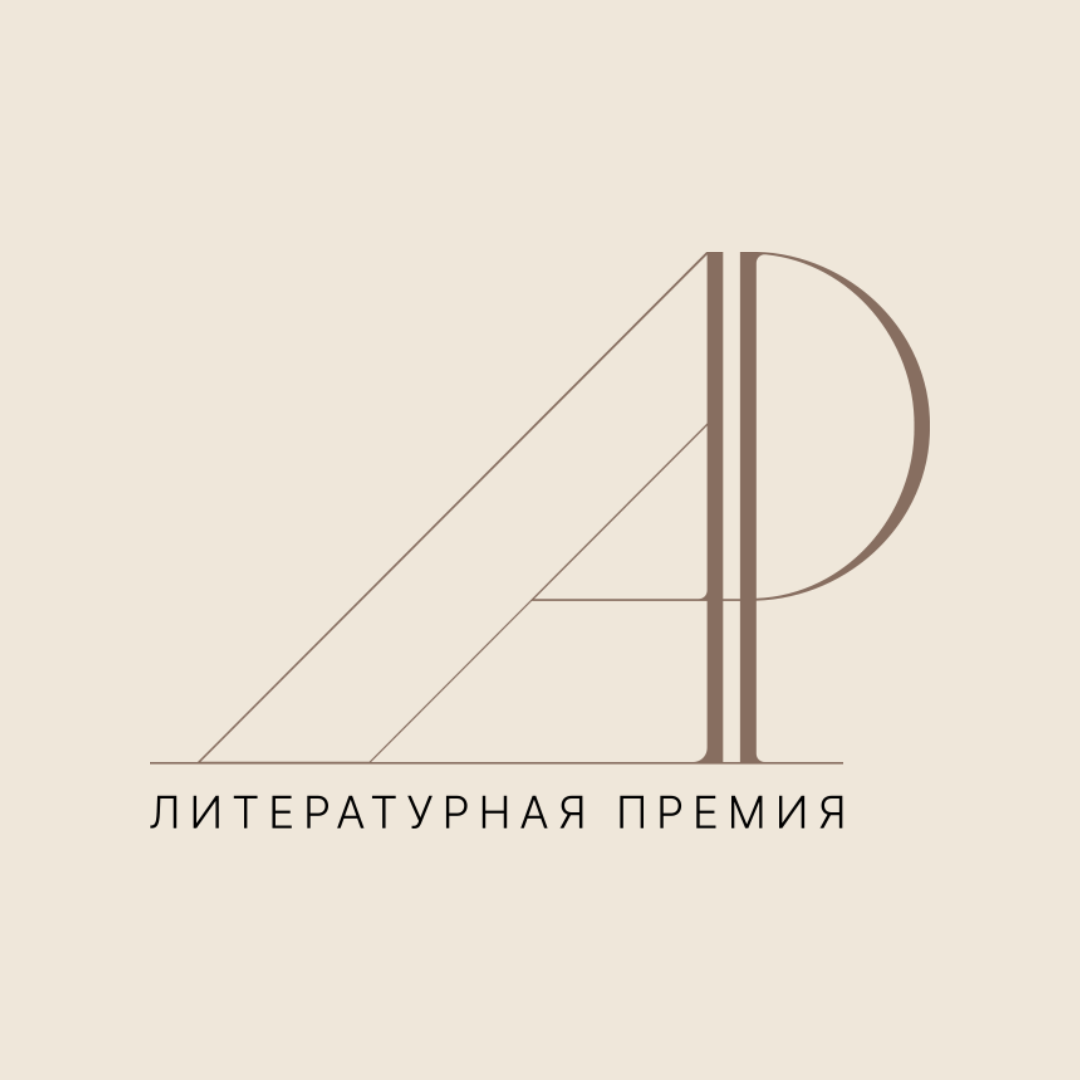
Логотип премии «Дар». Художник Нонна Хизматулина.

Премия «Дар» — международная премия в области русской литературы, учреждённая в 2024 году.

## О премии

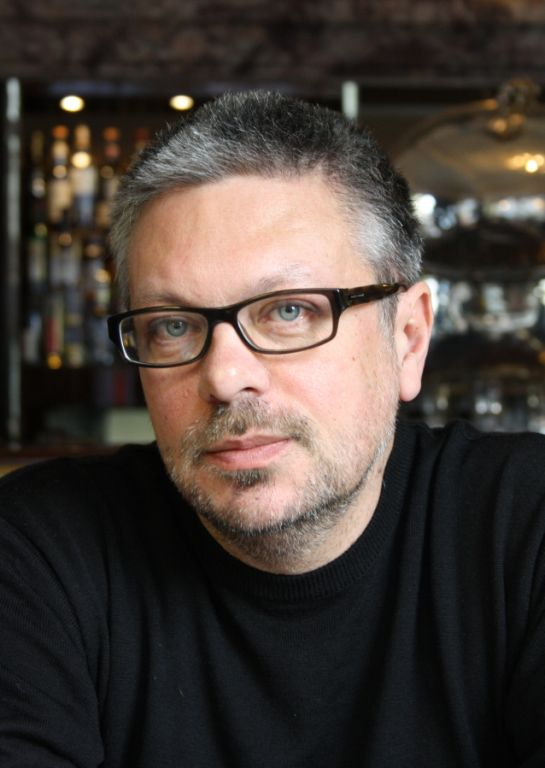
Основатель премии писатель Михаил Шишкин

В сентябре 2024 года писатель Михаил Шишкин объявил о создании новой литературной премии «Дар». Главный приз — грант на перевод произведения-победителя на английский, немецкий и французский языки, позже могут прибавиться и другие языки, премия читательского голосования — денежный приз. Оргкомитет предполагает оказать сопровождение автору-победителю в поиске переводчиков и агентов в Европе. Имена первых победителей стали известны в мае 2025 года. Проект получил поддержку Европейской комиссии и ПЕН-клуба.
Название премии «Дар» и её смысл вдохновлены Набоковым, который написал роман «Дар», будучи мало кому известным писателем на русском языке в Берлине. Его главный герой — начинающий писатель,  эмигрант, как и сам автор.
Пресс-релиз описывает цели премии так: «Премия „Дар“ не является ни „русской премией“, ни „премией русской литературы“. Это премия переосмысления всего опыта литературы на русском языке, премия открытия новых подходов к литературе и литературной жизни вне архаичной государственности, премия всех, кто пишет и читает на русском языке вне зависимости от паспорта и страны проживания», призванная для объединения литературной русскоязычной диаспоры.
Устроители подчеркивают, что премия объединяет авторов, пишущих по-русски вне зависимости от их гражданства, места жительства и этнической принадлежности. Одновременно произведение искусства, в данном случае книга, непосредственно связано с культурными основами творца, как и представления жюри о людях, отношениях, явлениях. Таким образом «Дар» дает новый материал для кросскультурных исследований.
В премии принимают участие очень известные деятели культуры, в том числе лауреат Нобелевской премии Светлана Алексиевич. Премия привлекла внимание известных европейских СМИ, таких как немецкая станция «Kulturzeit», шведская «Svenska Dagbladet», швейцарская «Neue Zürcher Zeitung», голландская «Trouw» и др.

## Учредители премии
Швейцарская Ассоциация славистов «Литературная премия Дар»:
- Жан-Филипп Жаккар
- Жервез Тассис
- Жорж Нива
- Ильма Ракуза
- Михаил Шишкин
- Ульрих Шмид[нем.]

## Соучредители премии
- Борис Акунин
- Светлана Алексиевич
- Дмитрий Быков
- Томас Венцлова
- Иван Вырыпаев
- Александр Генис
- Дмитрий Глуховский
- Антон Долин
- Армен Захарян
- Андрей Зубов
- Сергей Кузнецов
- Рома Либеров
- Виталий Манский
- Артемий Троицкий
- Людмила Улицкая
- Саша Филипенко
- Михаил Эпштейн
- Владимир Юровский
- Kulturus (Чехия)
- Форум «СловоНово» (Черногория)
- «Настоящая Россия» (Великобритания)
- «Наша газета»[1]

## Члены жюри
Председатель жюри — Михаил Шишкин. Согласно пресс-релизу в жюри участвуют много известных деятелей культуры: 
- Варвара Бабицкая
- Андрей Бильжо
- Полина Барскова
- Георги Борисов[болг.]
- Илья Виницкий
- Иван Вырыпаев
- Сергей Гандлевский
- Михаил Гиголашвили
- Юлий Гуголев
- Александр Дельфинов
- Александр Долинин
- Андрей Зорин
- Андрей Зубов
- Дмитрий Крымов
- Кирилл Кобрин
- Илья Кукулин
- Рома Либеров
- Олег Лекманов
- Марк Липовецкий
- Андрей Макаревич
- Владимир Мирзоев
- Виталий Манский
- Вера Павлова
- Полина Осетинская
- Олег Радзинский
- Розмари Титце[нем.]
- Артемий Троицкий
- Елена Фанайлова
- Саша Филипенко
- Чулпан Хаматова
- Тамара Эйдельман
- Михаил Эпштейн
- Ирина Щербакова
- Владимир Юровский.

## Экспертный совет
- Николай Александров
- Елизавета Биргер-Эроглу
- Евгения Вежлян
- Михаил Эдельштейн

## Финалисты и лауреаты
По списку финалистов в шорт-листе проводится открытое голосование жюри, определяющее лауреата. Независимо проводится читательское голосование для зарегистрированных читателей, собранные от них средства передаются победителям. Один читательский голос даёт десять евро.

### 2025
На конкурс первого сезона прислано более 150 произведений.

#### Победители
Итоги конкурса подвёл председатель жюри Михаил Шишкин 24 мая 2025 года: «Мы находимся в новом культурно-историческом пространстве литературы на русском языке... Наш язык – это русский диалект человеческого достоинства». Победителем стала Мария Галина с книгой «Возле войны. Одесса. Февраль 2022 — лютый 2023», премия заключается в гранте на перевод книги на английский, французский и немецкий языки.   
Мария Галина отказалась от победы в открытом письме, опубликованном на трёх языках, в основном по политическим мотивам. По заявлению председателя жюри Михаила Шишкина, деньги (€5541), зачисленные на имя Галиной в ходе читательского голосования, будут возвращены голосовавшим за неё, а грант на перевод будет использован в следующем сезоне для ещё одной книги помимо победителя. 
В читательском голосовании победил Сергей Соловьев с книгой «Улыбка Шакти», это принесло автору €2170.

#### Шорт-лист
В январе 2025 на сайте премии появился список финалистов 2025 года: 
- «БОГ ЕСТЬ +/-» Андрей Краснящих[31]
- «БЫЛЬ ОБ ОТЦЕ, СЫНЕ, ШПИОНАХ, ДИССИДЕНТАХ И ТАЙНАХ БИОЛОГИЧЕСКОГО ОРУЖИЯ» Александр Гольдфарб[32]
- «ВОЗЛЕ ВОЙНЫ. Одесса. Февраль 2022 — лютый 2023» Мария Галина[17]
- «ИНТЕРНАТСКИЕ РАССКАЗЫ» Рива Евстифеева[33]
- «КОММУНАЛКА НА ПЕТРОГРАДКЕ» Роман Осминкин, Анастасия Вепрева[34]
- «ЛУША» Карина Кокрэлл-Ферре[35]
- «МОЕ ПЕРВОЕ БОМБОУБЕЖИЩЕ» Игорь Померанцев[36]
- «НОЧЬ, КОГДА МЫ ИСЧЕЗЛИ» Николай В. Кононов[37]
- «ПГТ ДИКСОН» Виктор Меламед[38]
- «СВИДЕТЕЛЬСТВА ОБИТАНИЯ» Денис Безносов[39]
- «СПРИНГФИЛД» Сергей Давыдов[40]
- «УЛЫБКА ШАКТИ» Сергей Соловьев[22]

### 2026
Начало приёма заявок назначено на 1 сентября 2025 года, последний день — 15 октября 2025. Средства, не потраченные в первом сезоне, переведены во второй сезон.